# 環電流

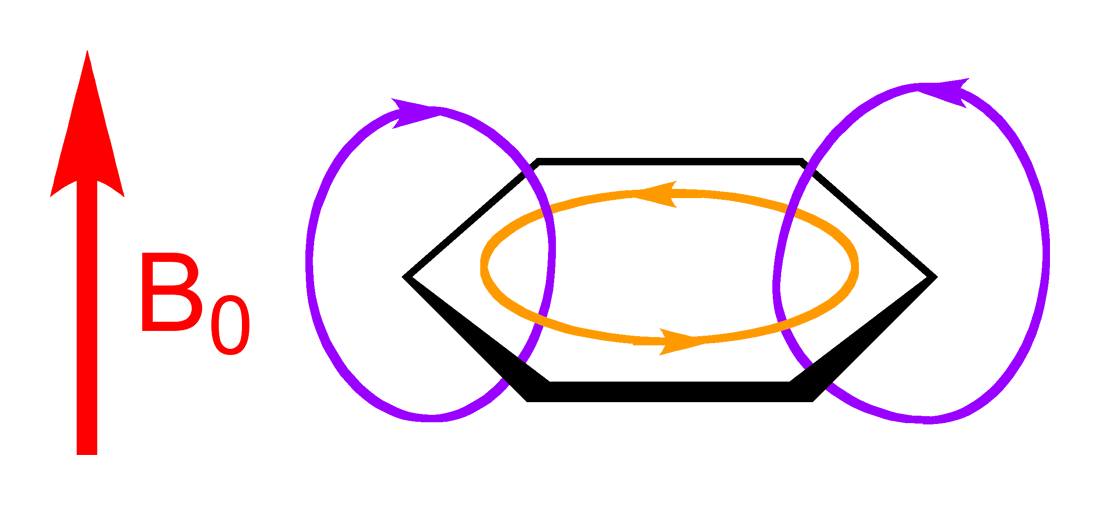
環電流の模式図。B_{0}は、外部磁場であり、赤矢印が磁場の方向を示している。オレンジ矢印は環電流の方向（電子の動く方向であり，実際の「電流」はオレンジ矢印とは逆方向である）を示し、紫矢印が誘導磁場を示している。

環電流（かんでんりゅう、英: ring current）は、ベンゼンやナフタレンといった芳香族分子において観察される効果である。磁場が芳香族系の平面に対して垂直に位置している時、芳香環の非局在π電子に環電流が誘起される。これはアンペールの法則の直接の結果である。ほとんどの非芳香族分子中の電子は特定の結合に局在するが、非局在π電子は自由に巡回するため、磁場に対してより強く応答する。
芳香族環電流はNMR分光法と関連している。環電流は有機あるいは無機芳香族分子中の13Cおよび1H核の化学シフトに劇的に影響する。この効果によって、これらの原子核の置かれている状態を区別することができ、ゆえに分子構造決定において非常に有用である。ベンゼンでは、芳香環のプロトンの位置では環電流による誘導磁場が外部磁場と同じ方向を向くため反遮蔽を受け、化学シフトは7.3 ppmを示す（シクロヘキセン中のビニルプロトンの化学シフトは5.6 ppmである）。一方、芳香環の内部に存在するプロトンは誘導磁場と外部磁場が逆方向を向くため遮蔽を受ける。この効果はシクロオクタデカノナエン（[18]アヌレン）で観測することができ、内部に位置する6つのプロトンの化学シフトは−3 ppmである。
反芳香族性化合物では状況は逆転する。[18]アヌレンのジアニオンでは、内部プロトンは強力な反遮蔽効果を受け化学シフトは20.8 ppmおよび29.5 ppmを示す一方、外部プロトンは（相対的に）顕著に遮蔽され、化学シフトは−1.1 ppmを示す。このように、反磁性環電流あるいはジアトロピック (diatropic) 環電流は芳香族性と関連しており、パラトロピック (paratropic) 環電流は反芳香族性を示す。
同様の効果は三次元のフラーレンでも観測される。この場合は球電流（sphere current）と呼ばれる。

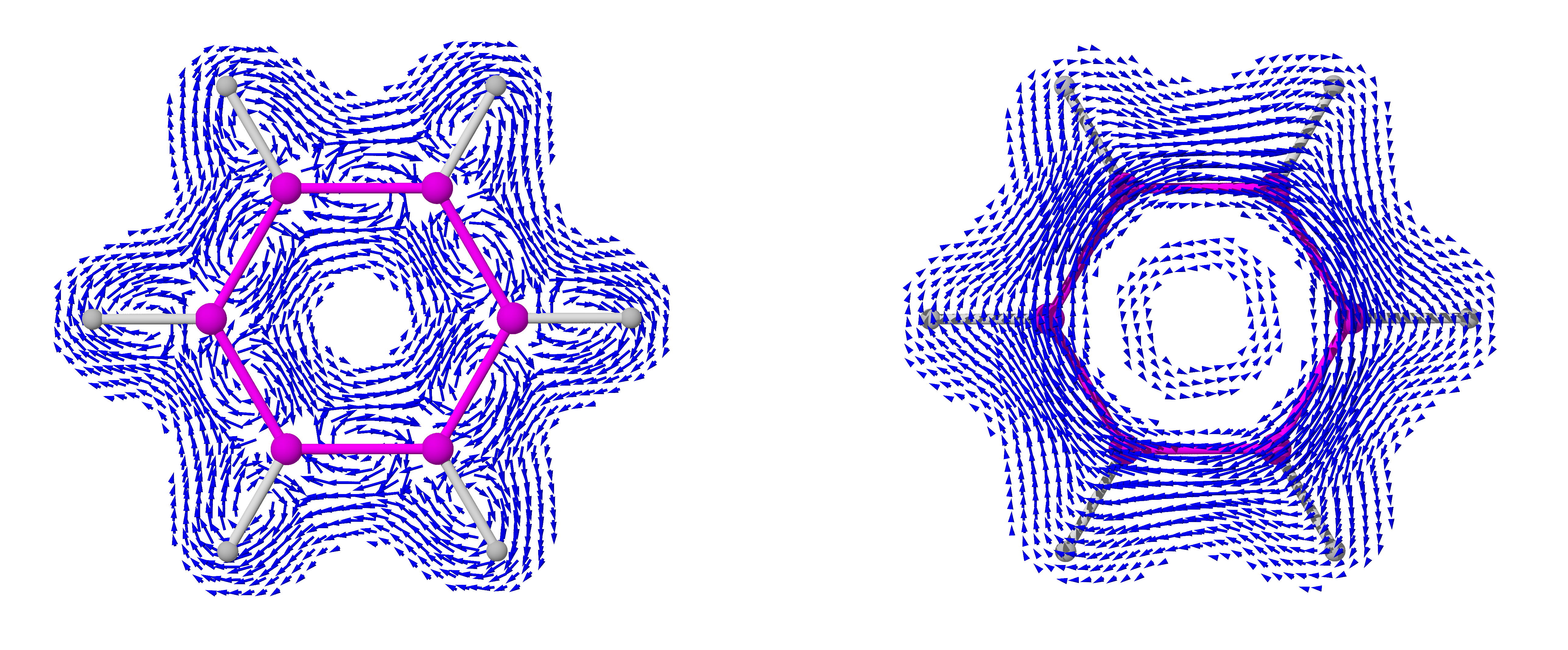
量子力学的手法を用いて明示的に計算した、ベンゼン (C_{6}H_{6}) における磁気的に誘導された確率流密度ベクトル。外部磁場B_{0}は分子平面に対して垂直に配置されている。左図では分子平面におけるベクトルのみが示されており、右図では分子平面から1 a.u. (~52 pm) 上部のベクトルのみが示されている。絶対値が0.01と0.1 nA/Tの間のベクトルのみが表示されている。古典電気力学の法則のようにジアトロピック寄与のみを与える概略図と対比すると、完全な量子力学によって得られた図では（概略図中の）反時計回りの渦としてパラトロピック寄与も得られる。これらはベンゼンのC_{6}環の内部の分子平面に主に位置している。

## 相対的芳香族性
| Selected NICS values / ppm |       |
| ピロール                   | −15.1 |
| チオフェン                 | −13.6 |
| フラン                     | −12.3 |
| ナフタレン                 | −9.9  |
| ベンゼン                   | −9.7  |
| トロピリウム               | −7.6  |
| シクロペンタジエン         | −3.2  |
| シクロヘキサン             | −2.2  |
| ペンタレン                 | 18.1  |
| ヘプタレン                 | 22.7  |
| シクロブタジエン           | 27.6  |

観測される環電流の面から芳香族性を定量化することがこれまで数多く試みられてきた。DSE (diamagnetic susceptibility exaltation) と呼ばれる方法では、化合物の観測磁化率と置換基の加算性に基づいた計算値との差をΛと定義している。ベンゼンは明らかに芳香族性であり (Λ = −13.4)、ボラジン (Λ = −1.7) およびシクロヘキサン (Λ = 1.1) は非芳香族、シクロブタジエン (Λ = +18) は反芳香族である。
もう一つの測定可能な値は、リチウムと芳香族分子の錯体中のリチウムイオンの化学シフトである。リチウムは芳香環の面に対して配位する傾向にある。ゆえに、シクロペンタジエニルリチウム (CpLi) の化学シフトは−8.6 ppm（芳香族性）でありCp2Li-錯体では化学シフトは−13.1 ppmである。
どちらの手法も、環の大きさに依存した値であるため不利益を被る。NICS (nucleus-independent chemical shift) は、環内部に直接配置した仮想リチウムイオンの化学シフトを算出する計算手法である。この方法では、負のNICS値は芳香族を示し、正の値は反芳香族性を示す。
HOMA (harmonic oscillator model of aromaticity) と呼ばれるもう一つの手法は、完全な芳香族であると推定される最適値からの結合長の偏差平方規格和で定義される。芳香族のHOMA値は1であり、非芳香族では値は0となる。全ての炭素系において、HOMA値は以下の式を利用して得ることができ、
 {\displaystyle \mathrm {HOMA} =1-257.7/n\sum _{i}^{n}(d_{\rm {opt}}-d_{i})^{2}\,,}
正規化値は257.7、nはCC結合の数、doptは最適化された結合長 (1.388 Å)、di は結合長の実験値あるいは計算値である。